# Слободан Јањуш
Слободан Јањуш (Сарајево, 7. јануар 1952) бивши је српски и југословенски фудбалер, играо је на позицији голмана.

## Спортска каријера
Рођен је 7. јануара 1952. године у Сарајеву. Фудбалску каријеру је започео у сарајевском Жељезничару, где је и поникао. Бранио је на свим утакмицама у сезони 1971/72. када је са Жељезничаром освојио титулу првака Југославије. Из Жељезничара је отишао у Војводину. После Војводине прелази у Раднички из Пирота, одакле се вратио у Сарајево, али не на Грбавицу, него у фудбалски клуб Сарајево. Са Сарајевом је стигао до финала Купа Југославије 1983. године, поражени су са 3:2 од Динама из Загреба. Играо је за још неколико југословенских прволигаша: Олимпију из Љубљане, а затим одлази у загребачки Динамо, па у Сутјеску из Никшића. Пред крај играчке каријере, Јањуш се вратио у сарајевски Жељезничар.

## Трофеји
- Жељезничар
  - Првенство Југославије: 1971/72.
- Сарајево
  - Куп Југославије: финале 1982/83.

## Приватан живот
Живи у Сједињеним Државама са супругом Сузан. Има кћерку која се зове Мартина.